# Coatascorn
Coatascorn település Franciaországban, Côtes-d’Armor megyében. Lakosainak száma 251 fő (2022. január 1.). Coatascorn Bégard, Brélidy, Prat és Runan községekkel határos.

## Népesség
A település népességének változása:
| Lakosok száma | 281  | 211  | 209  | 249  | 245  | 251  | 262  | 263  | 261  | 251  |
|               | 1968 | 1982 | 1990 | 2006 | 2013 | 2015 | 2017 | 2019 | 2020 | 2022 |